# Loriculus amabilis
El lorículo amable (Loriculus amabilis) es una especie de ave psitaciforme de la familia Psittaculidae endémica de las Molucas septentrionales, pertenecientes a Indonesia. En el pasado se consideraba que lorículo de las Sula era una subespecie del lorículo amable, pero actualmente se considera una especie aparte.

## Descripción
El lorículo amable mide alrededor de 11 cm de largo. Su plumaje es principalmente verde, con la garganta, el obispillo y la parte superior de la cola rojos. Los machos además tienen la frente y el píleo rojos, mientras que las hembras solo tienen algo de rojo en la frente. El pico de ambos es negro. Los machos tienen el iris de los ojos blanquecino amarillento, mientras que las hembras lo tienen castaño.

## Distribución y hábitat
Se encuentra únicamente en los bosques y hábitats aledaños de las islas de Bacan, Halmahera y Morotai, del norte de las Molucas. 